# Uvahult
Uvahult är en by i Kråksmåla socken i Nybro kommun, nära gränsen till Uppvidinge kommun och 2 kilometer väster om Alsterbro. Uvahult omges i väster av Uvasjön och i söder av Store Hindsjön. I Alsterån som förbinder sjöarna finns vattenkraftverket Uvafors.

## Historik
Uvahult ('Uwoholth') omnämns i Sten Sture den yngres jordbok från ca. 1515. År 1538–1541 hade Gustav Vasa här en gård med 7 spannland åker, ängbol till 4 lass hö, ollonskog på Västramark och fiskevatten i de omgivande sjöarna. Gården förräntade årligen 1.5 pund smör liksom hästar.
Vid Store Hindsjön finns en blästbrukslämning. och en tjärdal.

### Uvafors
Vid Alsterån, på Uvahults utmark, fanns en kvarn år 1705. Runt 1890 anlades en svarverifabrik. År 1917 köpte dåvarande Nybro köping Uvafors vattenfall för att få elektrisk energi. Vattenkraftverket är från denna tid. Snickerifabriken drevs till 1967.